# Kenneth Grant
Kenneth Grant (Merrillville, 27 ottobre 2003) è un giocatore di football americano statunitense che milita nel ruolo di defensive tackle per i Miami Dolphins della National Football League (NFL).

## Carriera universitaria

### 2022
Grant si impegnò con l’ Università del Michigan nel Settembre 2021 e si iscrisse nel luglio 2022. Nella prima stagione disputò tutte le14 partite negli special team e nella linea difensiva, mettendo a segno 8 tackle. Il capo-allenatore Jim Harbaugh definì Grant "un dono dagli dei del football."

### 2023

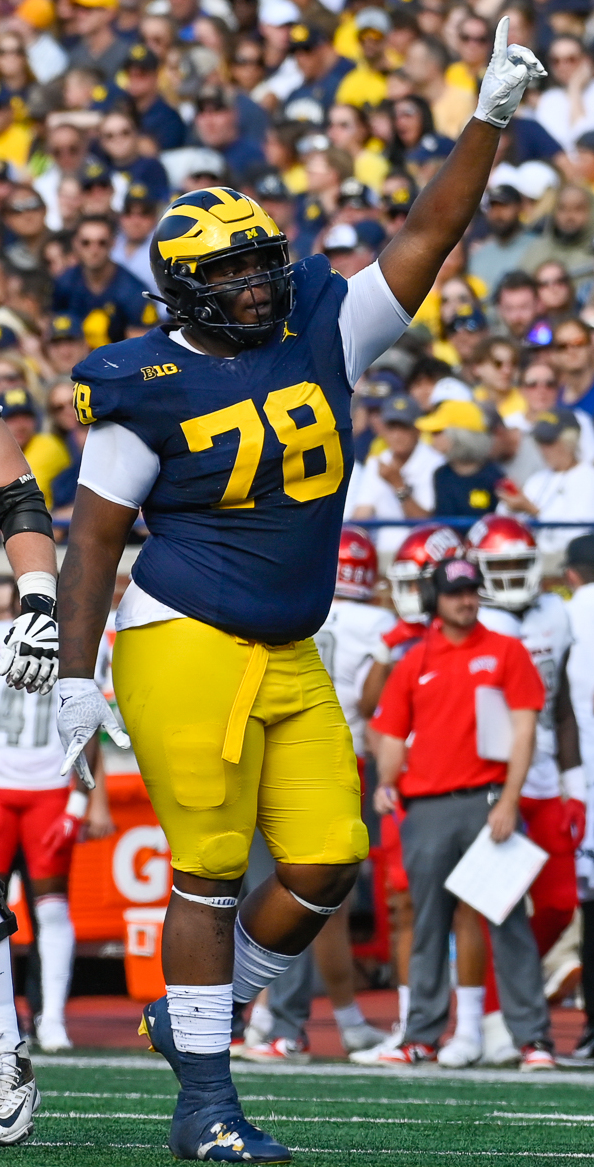
Grant nel 2023

All’inizio della stagione 2023, Grant si present dimagrito di 9 kg. Il 9 settembre, nella seconda gara della stagione contro UNLV, mise a referto 4 placcaggi, di cui 2,5 con perdita di yard, un passaggio deviato e i primi 1,5 sack in carriera. Il 30 settembre fece registrare il suo primo intercetto contro Nebraska. L’11 novembre inseguì il running back di Penn State Kaytron Allen placcandolo da dietro e impedendo un touchdown. Il video di Grant, pesante 153 kg, che inseguiva e placcava Allen divenne virale. Il capo-allenatore Jim Harbaugh la definì "forse una delle migliori giocate di sempre."
A fine stagione Michigan conquistò il suo primo titolo nazionale dal 1997. Grant fu inserito nella seconda formazione ideale della Big Ten Conference dopo avere disputato tutte le 15 partite, in cui fece registrar 29 tackle, 3,5 sack, un intercetto, un fumble recuperato e 5 passaggi deviate.

### 2024
Prima dell’inizio della stagione 2024, Grant fu classificato come uno dei migliori defensive lineman nel college football dai media. Nel quarto turno contro gli USC Trojans mise a segno 2 placcaggi, recuperò un fumble e fece registrare il primo sack della stagione. La settimana successiva contro Minnesota, ebbe 2 tackle, un passaggio deviato e un sack. Nella settimana 9 contro Michigan State mise a segno 2 tackle e recuperò un fumble nella vittoria per 24-17. Due settimane dopo contro Indiana fece registrare il suo 12º passaggio deviato, il massimo della storia per un uomo di linea difensiva di Michigan.
A fine anno, Grant fu di nuovo inserito nella seconda formazione ideale della Big Ten e nella formazione All-American dall’ Associated Press. Disputò tutte le 12 gare come titolare, classificandosi secondo nella squadra con 5 passaggi deviati, oltre a 32 tackle, 3 sack e 2 fumble recuperate.
Il 26 dicembre Grant annunciò che sarebbe passato tra i professionisti, rinunciando a prendere parte al ReliaQuest Bowl 2024. Chiuse i tre anni a Michigan con un record di squadra di 35-6, due titoli della Big Ten, un titolo nazionale e un record di 3-0 contro entrambi i rivali di Michigan State e Ohio State.

## Carriera professionistica

### Miami Dolphins
Grant fu scelto nel corso del primo giro (14º assoluto) del Draft NFL 2025 dai Miami Dolphins.